# Тимонино (Архангельская область)
Тимонино — посёлок в Вельском районе Архангельской области. Входит в состав муниципального образования «Липовское».

## География
Посёлок расположен в 94 километрах на северо-запад от Вельска, на левом берегу реки Пуя, притока Ваги. Ближайшие населённые пункты: на западе нежилая деревня Подпялусье, на востоке деревня Андричевская и село Павловское.
Часовой пояс
Тимонино, как и вся Архангельская область, находится в часовой зоне МСК (московское время). Смещение применяемого времени относительно UTC составляет +3:00.

## Население
| 2002 | 2010 | 2012 | 2014 |
| ---- | ---- | ---- | ---- |
| 159  | ↘131 | ↘129 | ↘117 |

## Инфраструктура
Через посёлок проходит автодорога «Долматово — Няндома — Каргополь» (Р2).